# Wygonitschi
Wygonitschi (russisch Вы́гоничи) ist eine Siedlung städtischen Typs in der Oblast Brjansk in Russland mit 4945 Einwohnern (Stand 14. Oktober 2010).

## Geographie
Der Ort liegt etwa 30 km Luftlinie südwestlich des Oblastverwaltungszentrums Brjansk, einige Kilometer vom rechten Ufer der Desna entfernt.
Wygonitschi ist Verwaltungszentrum des Rajons Wygonitschski sowie Sitz der Stadtgemeinde Wygonitschskoje gorodskoje posselenije. Zur Gemeinde gehören weiterhin die Dörfer Gorodez (4 km nordnordwestlich), Klinok (3 km nördlich) und Nikolajewka (6 km nordnordwestlich) sowie die Siedlungen Nowy Gorodez (9 km nordwestlich) und Saretschje (3 km nordnordwestlich), außerdem am links der Desna das Dorf Saljadka (9 km südöstlich) und die Siedlungen Malinowka (10 km südlich), Michailowski (8 km südöstlich) und Nikolski (14 km südlich).

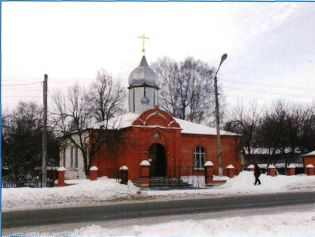
Kirche in Wygonitschi
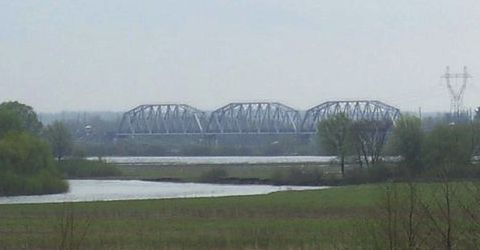
„Blaue Brücke“ über die Desna oberhalb Wygonitschi

## Geschichte
Der Ort entstand 1887 als Stationssiedlung um einen Bahnhof der neu eröffneten Eisenbahnstrecke Brjansk – Homel beim heute eingemeindeten Dorf Kresty. Benannt wurden der Bahnhof und die Siedlung nach dem vier Kilometer nordöstlich liegenden, seit dem 17. Jahrhundert bekannten Dorf Wygonitschi, das heute zur benachbarten Landgemeinde Skrjabinskoje selskoje posselenije mit Sitz im Dorf Skrjabino gehört.
1922 wurde die Siedlung Sitz einer Wolost im Ujesd Trubtschewsk des damaligen Gouvernements Orjol, die 1929 in einen gleichnamigen Rajon umgewandelt wurde. Bereits 1932 wurde der Rajon vorübergehend aufgelöst, bis zu seiner Neubildung 1939.
Im Zweiten Weltkrieg war Wygonitschi von 7. Oktober 1941 bis 18. September 1943 von der deutschen Wehrmacht besetzt. Das Gebiet war während der Okkupation eines der Zentren der Partisanenbewegung in der Region: Zu deren bedeutendsten Aktionen gehörte die Sprengung der Eisenbahnbrücke über die Desna bei Wygonitschi, der „Blauen Brücke“ (Goluboi most), in der Nacht auf den 8. März 1943.
1960 erhielt der Ort den Status einer Siedlung städtischen Typs.

### Bevölkerungsentwicklung
| Jahr | Einwohner |
| ---- | --------- |
| 1897 | 624       |
| 1959 | 1782      |
| 1970 | 3619      |
| 1979 | 3691      |
| 1989 | 5111      |
| 2002 | 5189      |
| 2010 | 4945      |

Anmerkung: Volkszählungsdaten

## Verkehr
Im Wygonitschi befindet sich eine Station bei Kilometer 36 der 1887 eröffneten Eisenbahnstrecke Brjansk – Nowosybkow – Homel (Belarus).
Nordwestlich wird die Siedlung von der föderalen Fernstraße A240 umgangen, die ebenfalls von Brjansk über Nowosybkow zur belarussischen Grenze in Richtung Homel führt. In nordwestlicher Richtung zweigt die Regionalstraße 15K-303 ins benachbarte Rajonzentrum Schirjatino ab. Einige Kilometer westlich zweigt von der A240 die 15K-301 ab, die rechts der Desna dieser abwärts nach Trubtschewsk folgt.